# Khadja Nin
Khadja Nin, nombre de nacimiento Jeanine Rema, es una cantante burundesa.

## Biografía
Hija de Jean Ntiruhwama, antiguo ministro del Interior burundés bajo el reinado de Mwambutsa IV, Jeanine Ntiruhwama nació en Ruvyagira, cerca de Mutambu y Gitega. Pasó una niñez apacible en su Burundi natal. Pequeña y bastante menuda, todo el mundo se refería a ella como "Ka Jeanine" (La pequeña Jeanine). De ahí que eligiera este apodo como nombre artístico al principio de su carrera, deletreado "Kadja Nin". Crea su primer grupo musical en 1973 antes de marcharse a Kinshasa  para realizar sus estudios en 1975. Se instala definitivamente en Bélgica en 1980, con su hijo y su marido, donde este último muere poco después.
Su primer álbum aparece en 1992 y está cantado enteramente en suajili. En 1996, su álbum Sambolera se convirtió en el éxito del verano para la cadena francesa TF1. Las ventas se dispararon, y el tercer álbum publicado a raíz de ello, con once temas nuevos y antiguos, se convirtió en doble disco de oro dos meses después del inicio de la campaña promocional. El tercer álbum es una recopilación de antiguos y nuevos títulos.Jeanne Moreau realizó el clip de la canción Mama de su cuarto álbum Ya..., donde evoca a su madre. Los textos de este álbum están en suajili o en kirundi (para el estribillo del título Mama). El álbum también incluye la versión de  una canción del músico gabonés Pierre Akendengué, Africa Obota, y de un título de Stevie Wonder, Free que ella rebautizó como Sina mali, sina deni (No soy ni rico ni endeudado). En una parte rinde homenaje a Nelson Mandela, y en otra pide que se levante el embargo impuesto a Burundi.
En enero de 2000, cantó en el Palacio Omnisports de París-Bercy con Sting y Cheb Mami. En 2006 se volvió a casar con el piloto automovilístico belga Jacky Ick.
En 2018, formó parte del jurado del Festival de Cannes, bajo la presidencia de Cate Blanchett, junto con las actrices Léa Seydoux y Kristen Stewart, la realizadora Ava DuVernay, el actor Chang Chen y los realizadores Robert Guédiguian, Denis Villeneuve y Andreï Zviaguintsev.

## Discografía
| [[Anexo:Música en \|]]: Khadja Nin                                                                                                   |
| --- |
| 1. Leo leya 2. Mulofa 3. Ay Ay Ay 4. Bwana C. 5. Mwana wa 6. Simba 7. Ile 8. Wale Watu 9. Samba Latino 10. Mupe 11. Rudiya 12. Njala |

| [[Anexo:Música en \|]]: 1994: Ya Pili |
| --- |
| 1. Sambolera mayi son 2. Mama Lusiya 3. African cooperation 4. Mwana wa mama 5. Umenipa njiya 6. Que pasa en el mundo 7. Haya 8. Sous le charme 9. M'Barik fall 10. Rosy 11. Save us 12. Fiya liber 13. La ballade... |

| [[Anexo:Música en \|]]: Sambolera |
| --- |
| 1. Sambolera mayi son 2. Sina mali, sina deni (Free) - Reprise de Stevie Wonder 3. Wale watu 4. Mama lusiya 5. Save us 6. Mwana wa mama 7. Leo leya 8. M'barik fall 9. Sous le charme 10. Rosy 11. Bwana C. |

| [[Anexo:Música en \|]]: Ya... |
| --- |
| 1. Mama 2. Embargo 3. Sesiliya 4. Turasa 5. Mzee Mandela 6. Damu Ya Salaam 7. Kuji Fondeya 8. Afrika Obota 9. Like an Angel 10. Kembo 11. Shadow Man |

## Enlaces  externos
- Biografía de RFI Música Archivado el 24 de noviembre de 2005 en Wayback Machine.
- Portal:Música. Contenido relacionado con Burundi.

- Datos: Q455308
- Multimedia: Khadja Nin / Q455308